# Owen maskingevær
Owen maskingeværet, som officielt havde betegnelsen Owen Machine Carbine, var en australsk maskinpistol, som blev konstrueret af Evelyn (Evo) Owen i 1939. Owen maskinpistolen var den eneste rent australsk-konstruerede og anvendte maskinpistol under 2. Verdenskrig og blev anvendt af den australske hær fra 1943 indtil midten af 1960'erne.

## Historie
I september 1940 opdagede Owen's nabo, Vincent Wardell, Owens prototype i en sukkersæk. Wardell var leder af en stor fabrik, som fremstillede produkter i stål i Port Kembla. Han viste den til Owens far, som var bedrøvet over sin søns skødesløshed, men fortalte om våbenets historie. Wardell var imponeret over hvor simpelt Owens design var. Wardell fik arrangeret, at Owen blev overført til Army Inventions Board, så han kunne genoptage arbejdet ved maskinpistolen. Hæren fortsatte med at se på den i et negativt lys, men regeringen så stadig mere venligt på det.
Prototypen var udstyret med et "magasin" som bestod af en stålring hvori der var boret huller ti kaliber 22 patroner, og denne blev drejet ved hjælp af en grammofonfjeder. Dette blev senere ændret til et top-monteret stavmagasin. Dette gjorde det lettere at skyde i liggende stilling.

## Produktion og brug
Selv om den var temmelig stor blev Owen maskinpistolen meget populær blandt soldaterne på grund af dens pålidelighed. Den var så vellykket at den også blev bestilt af De forenede Stater og New Zealand. Newzealændere, som kæmpede i felttogene på Guadacanal og Salomonøerne byttede deres Thompson maskinpistoler med Owens, da de mente at de australske våben var mere pålidelige.
Owen maskinpistolen blev senere brugt af australske tropper under krigene i Korea og Vietnam, især af spejdere i infanterienheder. Den forblev et standardvåben i den australske hær indtil midten af 1960'erme hvor den blev udskiftet med F1 maskinpistolerne. Maskinpistolen blev også brugt af britiske tropper i Malaya og var blandt deres favoritter i junglekrig.

## Design
Owen maskinpistolen har et simpelt rekyl design. Den blev konstrueret til enten at blive afskudt fra skulderen eller fra hoften. Den er let at genkende på grund af dens ukonventionelle udseende, herunder at magasinet sidder oven på og sigtet på siden, som var nødvendig for at man kunne sigte forbi magasinet. Placeringen af magasinet gør at tyngdekraften kan hjælpe fjederen i magasinet med at skubbe patroner ind i løbet, hvilket forbedrer pålideligheden. En anden usædvanlig ting er det afskilte rum inde i modtageren, som isolerer den tynde slagstift fra håndtaget ved hjælp af et lille skot. Dette forhindrer skidt i at få slagstiften til at sidde fast og gør Owen maskinpistolen til et yderst pålideligt våben. Fremmed skidt, som kom ind i våbenet samledes bag modtageren, hvor det ville dryppe ud af eller blive presset ud gennem en lille åbning. Da den blev afprøvet kunne Owen maskinpistolen blive ved med at skyde, selv om den blev dyppet i mudder og dækket med sand, mens en Sten gun eller en Thompson straks holdt op med fungere. I junglekrig hvor mudder og sand hyppigt var problemer var Owen maskinpistolen højt skattet af soldaterne.
To hesteskomagasiner blev konstrueret i felten med 60 og 72 patroner. Der er ikke megen information om hvor vidt disse eksperimenter var en succes.
I 2004 blev en undergrunds våbenfabrik beslaglagt  Melbourne, Australien, hvilket bl.a. gav en række eksemplarer af Owen maskinpistolen med lyddæmper. Disse havde magasinet placeret under i stedet for oven på maskinpistolen, og det blev antaget at de var blevet bygget til brug for lokale bander involveret i den illegale narkohandel.

## Users
- Australien[10]
- Indonesien
- Holland[11]
- New Zealand[3]
- Laos
- Rhodesia[12]
- Storbritannien[3]
- USA[3]

## Eksterne kilder
- Owen machine carbine / submachine gun Arkiveret 13. september 2010 hos  Wayback Machine
- Billlede af  det forlængede magasin
- Et andet billede af det forlængede magasin